# Edmeston
Edmeston è un comune degli Stati Uniti d'America, situato nello Stato di New York, nella contea di Otsego.